# یوسف اباذری
یوسف‌علی اباذری (زادهٔ ۱۳۳۱) جامعه‌شناس ایرانی و دانشیار بازنشستهٔ گروه جامعه‌شناسی دانشگاه تهران است که عمدتاً به خاطر اتخاذ رویکرد چپ و مخالفت با لیبرالیسم شناخته می‌شود.
1. ↑  «ادیان جهان باستان». opac.nlai.ir. بایگانی‌شده از اصلی در ۲۹ اوت ۲۰۱۸. دریافت‌شده در ۲۰۱۸-۰۸-۲۸.
2. ↑  «یوسف اباذری». بایگانی‌شده از اصلی در ۱۳ دسامبر ۲۰۱۴. دریافت‌شده در ۱۲ دسامبر ۲۰۱۴.
3. ↑  «یوسف اباذری و مترسک نئولیبرالیسم». www.khabaronline.ir. ۲۰۲۱-۰۲-۰۷. دریافت‌شده در ۲۰۲۴-۰۹-۰۹.
4. ↑  «موحد با زبانی که نمی‌خواهد سیاسی باشد شعر می‌سراید». خبرگزاری مهر. دریافت‌شده در ۳۱ دسامبر ۲۰۱۲.[پیوند مرده]
5. ↑  اباذری، یوسف. «اهانت به افغانیها؛ سخنرانی یوسف اباذری در همایش عدالت از نگاهی دیگر». افغان ایرکا. بایگانی‌شده از اصلی در ۱۳ آوریل ۲۰۱۰. دریافت‌شده در ۸ ژوئیه ۲۰۱۲.
6. ↑  غنی‌نژاد، موسی. «موسی غنی نژاد به یوسف اباذری پاسخ داد». تجارت‌نیوز. بایگانی‌شده از اصلی در ۲۱ مه ۲۰۱۲. دریافت‌شده در ۸ ژوئیه ۲۰۱۲.
7. ↑  اباذری، یوسف. «یوسف اباذری: در حیطه اندیشه بیگانه و خودی اهمیتی ندارند». ایسنا. دریافت‌شده در ۸ ژوئیه ۲۰۱۲.

## زندگی
وی مدرک کارشناسی را در رشتۀ ارتباطات در سال ۱۳۵۲، کارشناسی ارشد و دکتری را در رشتۀ جامعه‌شناسی و به ترتیب در سال‌های ۱۳۶۷ و ۱۳۷۴ از دانشگاه تهران گرفته است. عنوان پایان‌نامۀ دورۀ کارشناسی ارشد او، رابطه دین با فلسفه و جامعه‌شناسی و عنوان رسالۀ دکتری او  خرد جامعه‌شناسی بوده است.
اباذری بیش از ۲۰ سال در دانشگاه تهران تدریس کرده است. او تاکنون چندین مقالهٔ علمی منتشر کرده و پیش از این، ضمن عضویت در شورای نویسندگان مجلهٔ ارغنون، سردبیریِ مجلهٔ نامۀ علوم اجتماعی را به‌عهده داشته است. او در نظریه ادبی و جامعه‌شناسی ادبیات تخصص دارد و مدتی دربارهٔ آثار فرمالیسم روسی، همچون آرای میخائیل باختین و تأثیر فلسفه بر ادبیات پژوهش کرده است.

## دیدگاه‌ها

### نقد مرتضی پاشایی و هوادارانش
اباذری در آذرماه ۱۳۹۳ در دانشگاه تهران در یک سخنرانی پیرامون تحلیل جامعه‌شناختی پدیده مرتضی پاشایی مطالبی تحت عنوان اتحاد نامقدس مردم و حکومت در سیاست‌زدایی بیان کرد که واکنش‌های موافق و مخالفی را در سطح جامعه برانگیخت. او در این جلسه موسیقی پاپ داخلی را مبتذل‌ترین نوعِ موسیقی دانست و از مرتضی پاشایی به عنوان خواننده‌ای فالش‌خوان یاد کرد. او همچنین به هواداران مرتضی پاشایی اهانت کرد و آنان را ابله خطاب کرد این اظهار نظر اباذری، واکنش‌های منفی بسیاری را در فضای مجازی به همراه داشت. عده کمی از مخالفت‌ها، به لحن تند و همراه با عصبانیت و انتقادی اباذری است. این دسته از کاربران معتقد بودند اباذری می‌توانست همین تحلیل را با لحنی آکادمیک و محترمانه و در شأن یک استاد دانشگاه مطرح کند و بخش عمده‌ای از مخالفت‌ها با محتوای صحبت‌های اباذری و میزان سواد موسیقایی او برای تحلیل آثار موسیقی ایران و قضاوتی است که او در مورد سطح سلیقهٔ عموم مردم دارد.
تعدادی از هنرمندان و فعالان در حوزه موسیقی ایران از جمله ایمان قیاسی، بهمن بابازاده، مهرزاد امیرخانی، مهدی کرد و علی لهراسبی در دفاع از مرتضی پاشایی واکنش‌ها و اظهارات تندی را علیه اباذری نشان دادند.

### بازگشت به شریعتی و جلال آل‌احمد
او در همایش هشت دهه علوم اجتماعی ایران صحبت از ضرورت بازگشت به جلال آل احمد و شریعتی کرد. یوسف اباذری همچنین در همایش «اکنون ما و شریعتی» سخنرانی‌اش را تحت عنوان «شریعتی و عبور از نئولیبرالیسم» ایراد کرد.

### شعارهای تجمع مردمی پاسارگاد
اباذری در روز ۲۷ آبان ۱۳۹۵ در یک سخنرانی در مؤسسه پژوهشی حکمت و فلسفه ایران طی همایشی به نام «عقلانیت و اعتدال در جهان معاصر» که به مناسبت روز جهانی فلسفه برگزار شده بود، دربارهٔ تجمع مردم در پاسارگاد، به مناسبت ۷ آبان (روز کوروش بزرگ) گفت: «آنچه مرا وحشت زده کرد شعارهایی ضد عرب و ابراز نفرت به اعراب بود».

### تألیفی
- خرد جامعه‌شناسی، یوسف اباذری، تهران: طرح نو، ۱۳۷۷ (این کتاب رساله دکتری نویسنده است)
- با مراد فرهادپور، نیویورک-کابل: نشانه‌شناسی یازده سپتامبر، مراد فرهادپور و یوسف اباذری، تهران: طرح نو، ۱۳۸۰
- به همراه مراد فرهادپور و وهاب ولی، ادیان جهان باستان (جلد اول)، تألیف و اقتباسِ یوسف اباذری، مراد فرهادپور و وهاب ولی، تهران: مؤسسه مطالعات و تحقیقات فرهنگی، ۱۳۷۲

### ترجمه
- دورکم، آنتونی گیدنز، ترجمهٔ یوسف اباذری، تهران: خوارزمی، ۱۳۶۳

### ترجمه گروهی
- کتاب شاعران: گزیده اشعار و مقالات، ترجمهٔ مراد فرهادپور و یوسف اباذری، تهران: فرخ‌نگار، ۱۳۸۳
- ک‍ت‍اب ش‍اع‍ران: ری‍ک‍ل‍ه، ت‍راک‍ل، س‍لان‌، گردآوری و ت‍رج‍م‍ه ی‍وس‍ف اب‍اذری، م‍راد ف‍ره‍ادپ‍ور، ض‍ی‍ا م‍وح‍د، ت‍ه‍ران: روش‍ن‍گ‍ران و م‍طال‍ع‍ات زن‍ان، ۱۳۷۲